# Нева Морріс
Нева Морріс (англ. Neva Morris, до шлюбу Фрід (англ. Freed); 3 серпня 1895 року, Еймс, Айова, США — 6 квітня 2010 року, Еймс, Айова, США) — американська супердовгожителька. Після смерті Мері Джозефін Рей 7 березня 2010 року і до своєї смерті 6 квітня 2010 року була найстарішою нині живою повністю верифікованою жителькою США. Її вік складав 114 років, 246 днів.

## Життєпис
Нева Фрід народилась 3 серпня 1895 року в Еймсі, Айова в сім'ї Шайлера і Камбії Фрід. Була наймолодшою з чотирьох дітей в сім'ї. Її мати прожила 89 років, а бабуся по матері — 91 рік.
Нева вступила в шлюб з Едвардом Леонардом Моррісом у 1914 році, у 29 років. У шлюбі мала четверо дітей: Леслі (1915-1991), Беттілі (1919-1998), Мері Джейн (1920-1983) і Волтер (1928-2017). Вони жили на фермі, що охоплювала 224 акри (0,91 км²) землі з батьками Едварда — Гертрудою Резерфорд і Волтером Леонардом Моррісом. Вони вирощували курей, свиней та корів, мати змогу оплачувати навчання дітей в Університеті штату Айова.

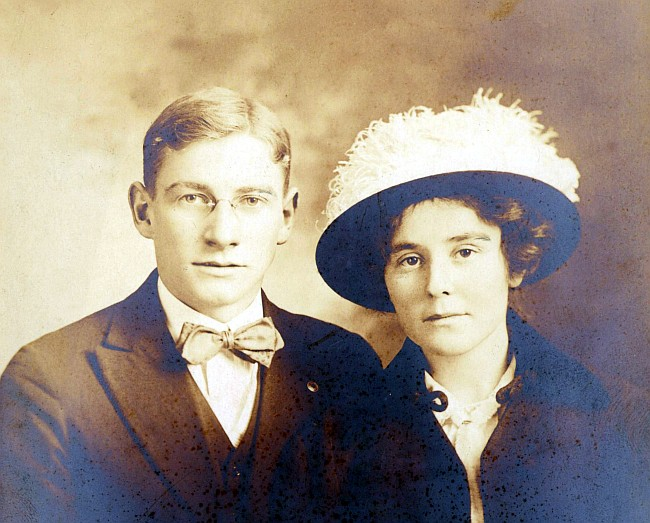
Весільне фото Неви Фрід та Едварда Морріса в 1914 році

За словами Волтер Морріса, молодшого сина Неви, вона дуже любила швидкі автомобілі. Мала 80-річний досвід безаварійного водіння. У віці 90 років вона придбала Mercury Grand Marquis 1985 року випуску. Вона припинила водити тільки у віці 95 років.
Морріс також насолоджувалася співом в жіночих хорових групах. Особливо вона любила співати пісню «You Are My Sunshine». Нева Фрід овдовіла в 1960 році. У віці 99 років Морріс переїхала зі своєї ферми в будинок для літніх людей North Grand Care Center. В 1998 році вона переїхала в інший притулок — Northcrest Community. У березні 2010 року вона втратила слух і зір, проте була досить активною.
Нева Морріс померла 6 квітня 2010 року в Еймсі, Айова у віці 114 років і 246 днів. На момент її смерті був живий один з її синів, вісім онуків, дев'ятнадцять правнуків і кілька праправнуків.
Після смерті Неви Морріс найстарішою нині живою повністю верифікованою людиною в США стала Юніс Сенборн.

## Рекорди довголіття
- 3 серпня 2009 року відсвяткувала 114-річчя.
- 7 березня 2010 року стала найстарішою повністю верифікованою нині живою жителькою США.
- На момент своєї смерті була другою найстарішою нині живою людиною в світі і найстарішою жителькою Айови в історії.